# سیارک ۱۳۳۰۰۹
سیارک ۱۳۳۰۰۹ (به انگلیسی: 133009 Watters، نامگذاری:2002TT350)۱۳۳۰۰۹مین سیارک کشف شده‌است که در ۱۰ اکتبر ۲۰۰۲ کشف شد.